# Онтарио
Онта́рио (англ. Ontario [ɒnˈtɛəri.oʊ]) — провинция, расположенная в центральной части Канады, самая населённая и вторая по площади после Квебека (Нунавут и Северо-Западные территории крупнее, но они провинциями не являются). Онтарио граничит с провинциями Манитоба на западе, Квебек на востоке, и с американскими штатами Миннесота, Мичиган, Огайо, Пенсильвания (по озеру Эри) и Нью-Йорк на юге. Границы Онтарио с США в большей части естественны и проходят, начиная от Лесного озера, по четырём Великим озёрам: Верхнему, Гурону, Эри и Онтарио, затем вдоль реки Святого Лаврентия, вблизи Корнуолла. Онтарио — единственная провинция, граничащая с Великими озёрами.
Её столицей является город Торонто, крупнейший город Канады. Оттава, столица Канады, тоже находится в Онтарио. Согласно переписи 2006 года, в Онтарио было 12 160 282 жителя, что составляло 38,5 % населения страны.
Площадь — 1 076 395 км². Официальным языком является английский.
Органом местной законодательной власти является парламент, избираемый всеобщим прямым голосованием граждан по мажоритарной системе.

## Символы

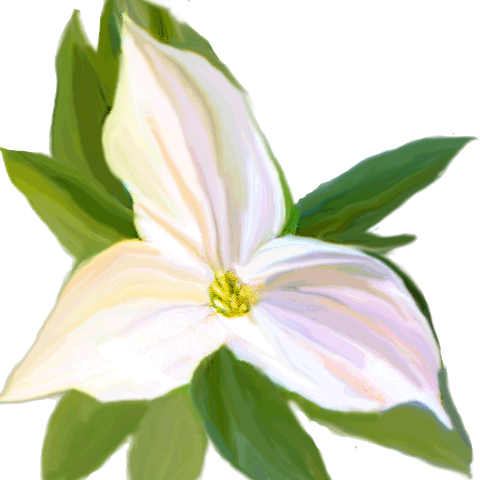
Большой белый трилиум.

- Цветок — Большой белый трилиум (лат. Trillium grandiflorum).
- Дерево — Сосна веймутова (лат. Pinus strobus).
- Птица — Черноклювая гагара (лат. Gavia immer).
- Флаг Онтарио — в современном варианте принят в 1965 году. На красном британском флаге размещён гербовый щит Онтарио.
- Герб Онтарио — утверждён в 1868 году королевой Викторией, которая грамотой утвердила гербы всем четырём новообразованным провинциям Канады. Большой герб Онтарио разработан адвокатом из Торонто Эдвардом М. Чедвиком и добавлен в щит грамотой короля Эдуарда VII. Щит состоит из двух сегментов: вверху — крест святого Георгия, внизу — три золотых кленовых листа на зелёном фоне. Над щитом: чёрный медведь, стоящий на жёлто-зелёном венке. Левый щитодержатель — лось, правый — олень. Снизу — девиз[10].
- Девиз — «Верный с самого начала — верный всегда» (лат. «Ut Incepit Fidelis Sic Permanet») был принят в 1868 году. Первый лейтенант-губернатор Онтарио сэр Генри Уильям Стистед (англ. Henry William Stisted) увидел этот девиз в гостиной испанского генерал-лейтенанта Хосе Баскарана-и-Федерика[исп.] (исп. José Bascarán y Federic) и лозунг пришёлся ему по душе, как лучше всего отражающий верность Онтарио британской короне.

## География

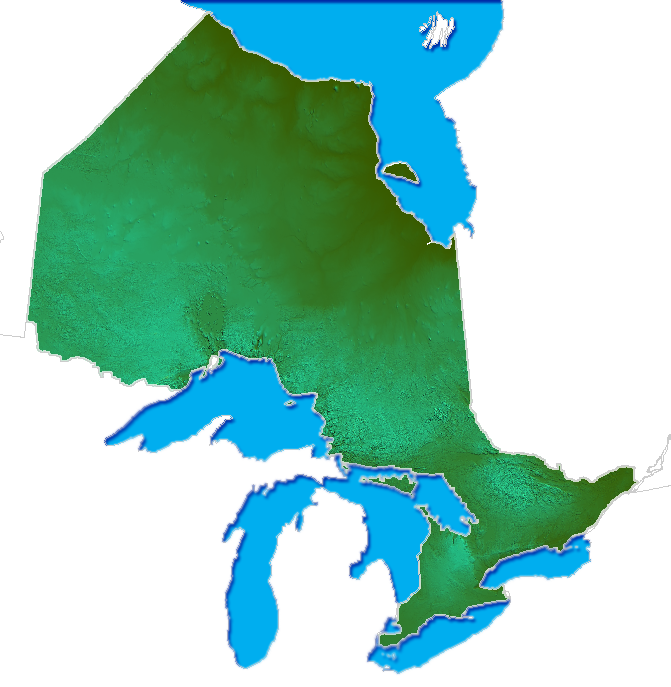
Рельеф провинции Онтарио

Провинция простирается с севера на юг на 1730 км, с запада на восток на 1690 км. Площадь Онтарио составляет 1 076 395 км², в том числе суши — 917 741 км² (85,26 %), водоёмов — 158 654 км² (14,74 %). Онтарио занимает 10,8 % от площади Канады и занимает 4-е место среди всех провинций и территорий Канады и 2-е место по площади сплошной суши (без учёта островов). Провинции принадлежат 1864 острова.

### Рельеф
Рельеф Онтарио характеризуется тремя регионами: Святолаврентийская низменность на юге, Лаврентийская возвышенность в центре и низменность Гудзонова залива на севере. Большую часть провинции занимает богатая минералами Лаврентийская возвышенность, которая является частью Канадского щита.
В целом рельеф края полого-волнистый равнинный, в нём отсутствуют гористые местности. Перепады высот от уровня моря до 693 метров над ним. Самая высокая вершина — гора Ишпатина-Ридж.

### Границы

Изменение границы Онтарио

Южные точки провинции. Необитаемый остров Мидл в озере Эри является самой южной точкой Канады.
Северная граница Онтарио пролегает по водной поверхности в нескольких километрах от берега Гудзонова залива и его ответвления — залива Джеймс; акватория и все острова заливов относятся к территории Нунавут. Несколькими километрами водной границы в заливе Джеймс Онтарио граничит с Квебеком.
С восточной стороны граничит с провинцией Квебек. Граница длиной 430 км проходит меридианом 79° 30' з. д. в том числе через озеро Абитиби, от озера Тимискаминг и далее на протяжении 620 км идет по реке Оттава почти до места её впадения в реку Св. Лаврентия. Далее, обойдя окрестности Монреаля, пролегает по реке Святого Лаврентия на протяжении 36 км до государственной границы.
Южная граница Онтарио длиной 2700 км является государственной границей с США и полностью проходит пресными водоемами. На протяжении 309 км Онтарио граничит со штатом Нью-Йорк, граница проходит по реке Святого Лаврентия, озеру Онтарио и реке Ниагара, а также частично по озеру Эри. По озеру Эри также проходят границы со штатами Пенсильвания, Огайо и Мичиган. Далее граница с Мичиганом проходит по реке Детройт, озеру Сент-Клэр и реке Сент-Клэр, потом по озеру Гурон и реке Сент-Мэрис. На озере Верхнее граница с Мичиганом, суммарной длиной 1160 км, завершается. Далее по мелкими рекам и озёрам на протяжении 685 км проходит граница с Миннесотой, которая заканчивается Лесным озером.
Западная граница протяжённостью 1025 км с провинцией Манитоба идет от государственной границы по меридиану 95° 50' з. д. до 53° с. ш., далее, повернув в направлении С-З-С, идет к Гудзонову заливу.

### Климат
Климат варьируется от влажного континентального на юге до субарктического на севере. Для юга характерны значительное количество осадков, умеренная зима и теплое лето. Для севера свойственно меньшее количество осадков и низкие температуры, суровая продолжительная зима и короткое теплое лето. Крупные массивы воды на юге и на севере во многом смягчают суточные и годовые перепады температур. Центральная часть провинции имеет меньшую влажность, поэтому для неё характерны значительные колебания температуры в течение года.
Онтарио относится к трем природным зонам. Северные прибрежные районы относятся к тундре с её многолетней мерзлотой. Эти районы покрыты низкорослыми кустарниками, травами, мхами и лишайниками. Остальные районы провинции, кроме Южного Онтарио, покрыты тайгой. Южное Онтарио относится к зоне смешанных лесов.
Около 3/4 территории провинции покрывают леса. Значительные площади заболочены, покрыты торфяниками и озёрами. Низина Св. Лаврентия в значительной мере распахана и урбанизирована.
Вокруг городов Ниагара-Фолс и Виндзор (Юго-западное Онтарио) средняя январская температура составляет −4 °C, июльская — +23 °C. В городе Капускейсинг (Северо-Восточное Онтарио) рекордные перепады от −47 °C (рекорд в январе, и в декабре), до +38 °C (рекорд июня).
Самая высокая температура +42,2 °C зарегистрирована 11 июля 1936 года в городе Атикокан (Северо-Западное Онтарио). Самая низкая, −58,3 °C, была зафиксирована 23 января 1935 года в Ирокез-Фолз (Северо-Восточное Онтарио).

#### Температуры
| Торонто           | Торонто | Янв. | Фев. | Март | Апр. | Май | Июнь | Июль | Авг. | Сент. | Окт. | Ноя. | Дек. | Год |
| Макс. темпер.(°C) |         | -1   | 0    | 5    | 12   | 18  | 24   | 27   | 26   | 21    | 14   | 8    | 2    | 13  |
| Мин. темпер.(°C)  |         | -7   | -6   | -2   | 4    | 10  | 15   | 18   | 18   | 14    | 7    | 2    | -3   | 6   |
| Осадки (мм)       |         | 29   | 26   | 42   | 63   | 73  | 72   | 68   | 80   | 83    | 65   | 67   | 42   | 710 |
| Снег (см)         |         | 38   | 27   | 22   | 6    | 0   | 0    | 0    | 0    | 0     | 0    | 8    | 32   | 133 |

| Оттава            | Оттава | Янв. | Фев. | Март | Апр. | Май | Июнь | Июль | Авг. | Сент. | Окт. | Ноя. | Дек. | Год |
| Макс. темпер.(°C) |        | -6   | -4   | 2    | 11   | 19  | 24   | 27   | 25   | 20    | 13   | 5    | -3   | 11  |
| Мин. темпер.(°C)  |        | -15  | -13  | -7   | -1   | 8   | 13   | 15   | 14   | 9     | 3    | -3   | -11  | 1   |
| Осадки (мм)       |        | 25   | 18   | 36   | 61   | 78  | 85   | 91   | 87   | 85    | 75   | 60   | 31   | 732 |
| Снег (см)         |        | 55   | 46   | 40   | 11   | 1   | 0    | 0    | 0    | 0     | 4    | 22   | 57   | 235 |

| Виндзор           | Виндзор | Янв. | Фев. | Март | Апр. | Май | Июнь | Июль | Авг. | Сент. | Окт. | Ноя. | Дек. | Год |
| Макс. темпер.(°C) |         | -1   | 1    | 6    | 13   | 21  | 25   | 28   | 27   | 23    | 16   | 8    | 2    | 14  |
| Мин. темпер.(°C)  |         | -8   | -7   | -2   | 3    | 9   | 15   | 17   | 17   | 12    | 6    | 1    | -5   | 5   |
| Осадки (мм)       |         | 29   | 33   | 56   | 81   | 81  | 90   | 82   | 80   | 96    | 64   | 67   | 47   | 805 |
| Снег (см)         |         | 35   | 28   | 21   | 4    | 0   | 0    | 0    | 0    | 0     | 1    | 8    | 30   | 127 |

| Садбери           | Садбери | Янв. | Фев. | Март | Апр. | Май | Июнь | Июль | Авг. | Сент. | Окт. | Ноя. | Дек. | Год |
| Макс. темпер.(°C) |         | -8   | -6   | 0    | 9    | 17  | 22   | 25   | 23   | 17    | 10   | 2    | -5   | 9   |
| Мин. темпер.(°C)  |         | -19  | -17  | -10  | -2   | 5   | 10   | 13   | 12   | 7     | 2    | -5   | -14  | -1  |
| Осадки (мм)       |         | 13   | 7    | 30   | 47   | 76  | 78   | 77   | 91   | 101   | 77   | 48   | 14   | 657 |
| Снег (см)         |         | 64   | 50   | 27   | 39   | 18  | 2    | 0    | 0    | 0     | 5    | 32   | 64   | 274 |

| Тандер-Бей        | Тандер-Бей | Янв. | Фев. | Март | Апр. | Май | Июнь | Июль | Авг. | Сент. | Окт. | Ноя. | Дек. | Год |
| Макс. темпер.(°C) |            | -9   | -6   | 0    | 9    | 16  | 21   | 24   | 23   | 17    | 10   | 2    | -6   | 9   |
| Мин. темпер.(°C)  |            | -21  | -18  | -11  | -3   | 3   | 7    | 11   | 10   | 5     | -1   | -8   | -17  | -4  |
| Осадки (мм)       |            | 3    | 3    | 17   | 30   | 65  | 86   | 89   | 89   | 88    | 57   | 32   | 4    | 559 |
| Снег (см)         |            | 41   | 27   | 27   | 12   | 2   | 0    | 0    | 0    | 1     | 6    | 24   | 44   | 188 |

Источник: Environment Canada

### Гидросфера

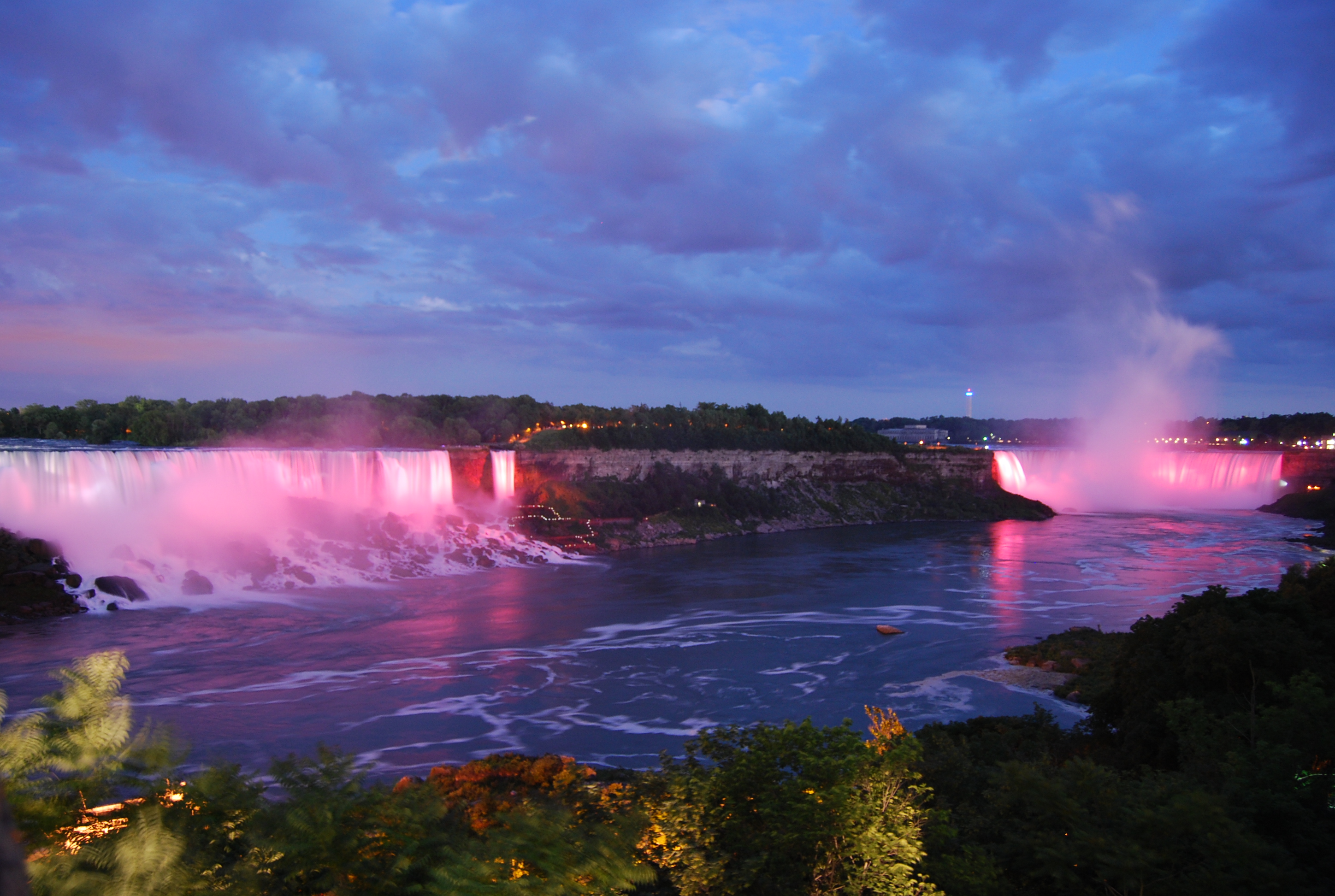
Ниагарский водопад вечером

Провинция Онтарио — край рек и озёр. Здесь насчитывается около 500 000 озёр, общая протяжённость рек более 60 000 км. Примерно 1/3 всех мировых запасов пресной жидкой воды находится в Онтарио. С юга провинция омывается Великими озёрами (Онтарио, Верхнее, Гурон, Эри). Из других значительных озёр также: Лесное, Ниписсинг, Нипигон, Лак-Сёль, Симко, Райс.
Территория Онтарио принадлежит к бассейну Атлантического океана. Большая северная часть относится к бассейну Гудзонова залива, а меньшая южная относится к бассейну Великих Озёр и реки Святого Лаврентия, несущей свои воды к одноимённому заливу.

### Достопримечательности
На границе с США на реке Ниагара находится Ниагарский водопад — самый популярный и наиболее посещаемый водопад в мире.
Остров Манитулин — крупнейший в мире остров в пресноводных водоемах. Находится в озере Гурон, имеет площадь 2766 км², размеры 135 × 46 км. На 174-м по площади на планете острове имеется 108 озёр и 3 реки, в частности озеро Маниту с площадью 104 км² само имеет ряд мелких островов.

## Политическое устройство
Поскольку Канада является конституционной монархией, Онтарио, как и остальные провинции, формально управляется представителем короля Британского Содружества Карла III — лейтенант-губернатором. С 23 сентября 2014, приняв присягу в Королевском парке в Торонто, эту должность заняла Элизабет Даудесвелл.
Согласно 69 разделу Акта о Британской Северной Америке (1867) образовано Законодательное собрание Онтарио и выделено для этого здание. В однопалатный парламент избираются по мажоритарной системе 124 представителя.
| Законодательная Ассамблея провинции Онтарио в Королевском парке Торонто | партия                                     | места (124)                                        | должности                                                    |
| ----------------------------------------------------------------------- | ------------------------------------------ | -------------------------------------------------- | ------------------------------------------------------------ |
|                                                                         | Прогрессивно-консервативная партия Онтарио | 74                                                 | Премьеры правительства Онтарио - Даг Форд(с 29 июня 2018 г.) |
| Новая Демократическая партия Онтарио                                    | 40                                         | - Лидер оппозиции Андреа Хорват(с 29 июня 2018 г.) |                                                              |
| Либеральная партия Онтарио:                                             | 7                                          |                                                    |                                                              |

## История
До высадки европейцев регион был населён алгонкинскими (оджибве, кри и алгонкин) и ирокезскими (ирокезы и гуроны) племенами. Французский исследователь Этьен Брюле высадился на этой территории в 1610—1612 годах. Английский путешественник Генри Хадсон (Гудзон) высадился на побережье Гудзонова залива в 1611 году и провозгласил регион британским, однако Самуэль де Шамплен достиг озера Гурон в 1615 году и французские миссионеры установили гарнизон на Великих озёрах. Французским поселенцам мешала враждебность ирокезов, которые сотрудничали с британцами.
Парижский мирный договор (1763), положивший конец Семилетней войне передал почти все французские владения англичанам. Регион был присоединён к Квебеку в 1774 году. Позднее конституционный акт 1791 года поделил Квебек на Верхнюю Канаду и Нижнюю Канаду. Джон Грэйвс Симко стал первым лейтенант-губернатором Верхней Канады в 1793 году.

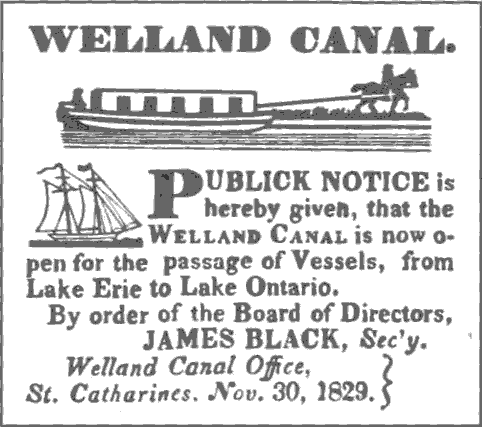
Извещение об открытии первого канала в 1829 году

Тем временем, многочисленные водные артерии Онтарио способствовали развитию торговли и транспорта в районах, удалённых от побережья. С ростом численности населения развивалась промышленность и транспортные сети, которые в свою очередь вели к дальнейшему развитию региона. К концу века Онтарио соперничал с Квебеком, национальным лидером по росту населения, промышленности, искусству и коммуникациям.
Однако многие в колонии испытывали недовольство по отношению к управляющим аристократическим кругам, получающим экономическую выгоду от ресурсов региона (в основном во времена правления Клики Шато в Нижней Канаде). Эти возмущения подстёгивали движение к республиканским идеалам и сеяли семена раннего канадского национализма. Соответственно, восстание за ответственное правительство поднялось в обоих регионах: Луи-Жозеф Папино возглавил восстание в Нижней Канаде, в то время как Уильям Лайон Макензи возглавил восстание в Верхней Канаде.
Лорд Дарем, исследовав причины волнений, рекомендовал создание собственного правительства и повторное объединение Верхней и Нижней Канады в попытке ассимилировать французских канадцев. Две колонии были объединены в Провинцию Канада по акту о союзе 1840 года со столицей в городе Кингстон, и Верхняя Канада получила название Канада Запад. Парламентское самоуправление было разрешено в 1848 году.

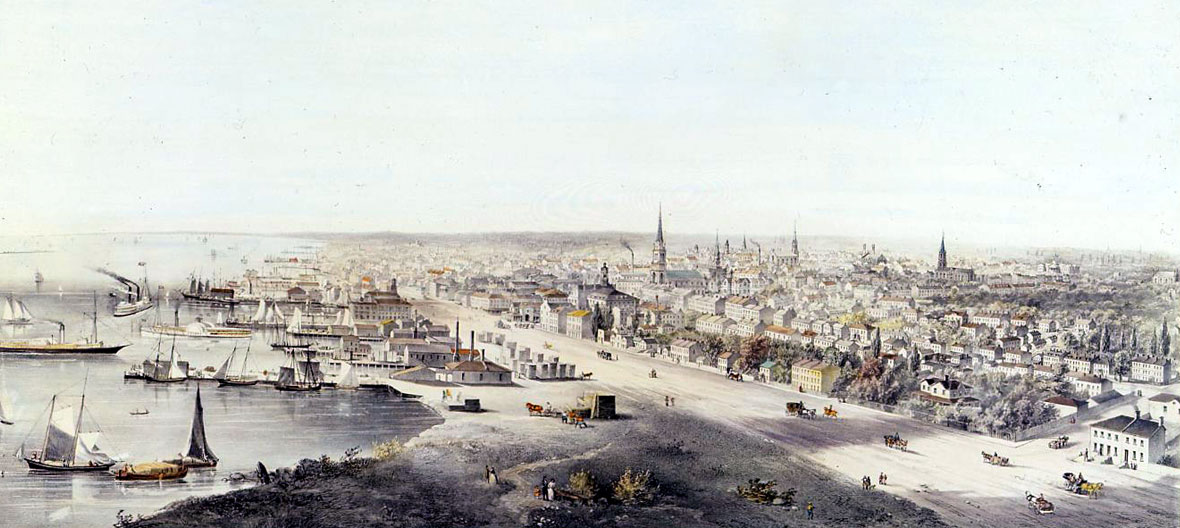
Торонто в 1854 году

Политический тупик между франко- и англо-говорящими политиками, так же как и страх агрессии со стороны США во время гражданской войны в США подвигли политическую элиту провести серию конференций в 1860-х годах, в результате которой произошло объединение колоний Британской Северной Америки. Акт о Британской Северной Америке вступил в силу 1 июля 1867 года, и образовывал Доминион Канада, изначально состоящий из четырёх провинций: Новая Шотландия, Нью-Брансуик, Квебек и Онтарио. Провинция Канада была разделена на Онтарио и Квебек, таким образом каждая языковая группа получила свою провинцию. Столицей провинции Онтарио формально стал Торонто.
После образования провинции, Онтарио продолжило наращивать свою экономическую и политическую мощь. В 1872 году премьером стал адвокат Оливер Моат (Oliver Mowat), который оставался на своем посту до 1896 года. Он консолидировал и расширил образовательные и провинциальные институты Онтарио, образовал округа в Северном Онтарио, настойчиво боролся за присоединение к Онтарио частей, не являющихся исторически Верхней Канадой (Северо-Западное Онтарио), которое произошло по Акту о Канаде (границы Онтарио) 1889 года. Он также осуществлял руководство над экономическим ростом провинции. Моат был создателем того, что часто называют Империя Онтарио.
Увеличение разведки полезных ископаемых в конце XIX века привело к росту важных центров горной промышленности на северо-востоке, таких как Садбери, Кобальт и Тимминс. На водных артериях провинции были построены гидроэлектростанции и создана компания Hydro Ontario, подконтрольная властям провинции. Доступ к дешёвому электричеству привёл к дальнейшему развитию промышленности. Компания Ford Motor в Канаде с 1904 года, а General Motors с 1918. Автомобилестроение стало наиболее доходной отраслью экономики Онтарио.
Период после Второй мировой войны стал периодом исключительного процветания и роста. Онтарио, и в частности Большой Торонто, стало центром иммиграции в Канаду из послевоенной Европы в 1950-х и 1960-х, а после изменения в федеральном иммиграционном законе в 1970-х и неевропейской иммиграции. Из этнически британской провинции Онтарио быстро стало очень многонациональным. Из-за позиции Квебека, особенно после выборов 1976 года, многие предприятия и англоговорящие канадцы переехали из Квебека в Онтарио, в результате Торонто обошёл Монреаль и стал крупнейшим городом и экономическим центром Канады.
По результатам выборов 2003 г. и 2007 г. большинство мест в парламенте Онтарио получила Либеральная партия Онтарио.
На выборах 2011 г. Либеральная партия получила 53 из 107 мест, что не было абсолютным большинством, но позволило сформировать правительство.
В 2013—2018 правительство Либеральной партии возглавляла Кейтлин Винн.

## Экономика

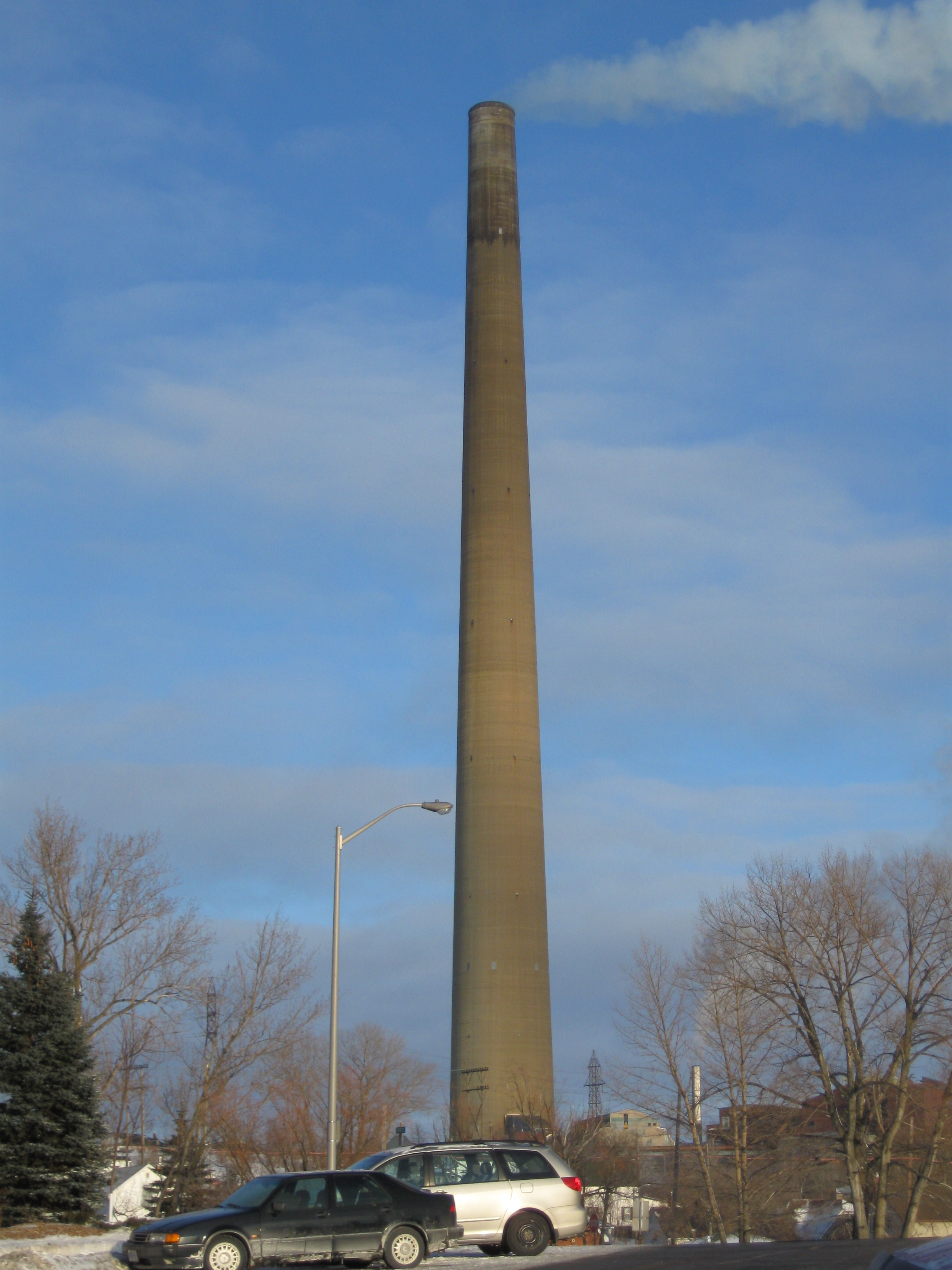
Inco Superstack — дымовая труба, самая высокая не только в Онтарио, Канаде и Северной Америке, но и во всём западном полушарии. Имея высоту 380 метров, занимает вторую строчку в Список самых высоких сооружений Канады (после Си-Эн Тауэр), также вторую строчку в списке самых высоких труб мира (после дымовой трубы Экибастузской ГРЭС-2) и 38-ю строчку в Список самых высоких свободностоящих сооружений мира. Расположена на территории сталеплавильного завода по производству никеля в городе Большой Садбери

Экономика Онтарио является ведущей силой Канады и характеризуется разнообразием: широко представлены как промышленное и сельскохозяйственное производство, так и сфера услуг. Онтарио — это 52 % от общегосударственного промышленного производства; по уровню ВВП Онтарио почти вдвое превышает Квебек, занимающий вторую позицию в государстве.
Развито производство транспортных средств, бумаги, химикатов, стали. Город Гамильтон называют стальной столицей Канады.
Полезные ископаемые: Округ Садбери даёт 2/3 общеканадской добычи никеля и 1/3 меди. Также в провинции ведётся значительная добыча цинка, серебра, платины, железа, урана, 1/4 общеканадского золота. Производятся также добыча камня, мрамора, гранита и соли. Под дном озера Эри обнаружении залежи газа и нефти.
Крупнейшим торговым партнёром провинции является американский штат Мичиган. В отраслевом распределении экспорта — 40,4 % составляют автомобильные части и принадлежности, 10,8 % — машины и механические устройства, 5,6 % — электрооборудование, 4,1 % — пластмассы. Импорт — автомобильные части и принадлежности — 22,3 %, машины и механические устройства — 17,7 %, электрооборудование — 10,8 %, пластмассы — 4,2 %, научное, профессиональное и фотооборудование — 3,6 %.
Дефицит бюджета в 2009/10 финансовом году достиг 21,3 млрд. CAD (20,7 млрд. USD). Чистые долговые обязательства правительства Онтарио достигли 220 млрд. С $ (37 % от годового ВВП). Уровень безработицы составляет 8,2 % — это чуть выше среднегосударственного.

### Энергетика

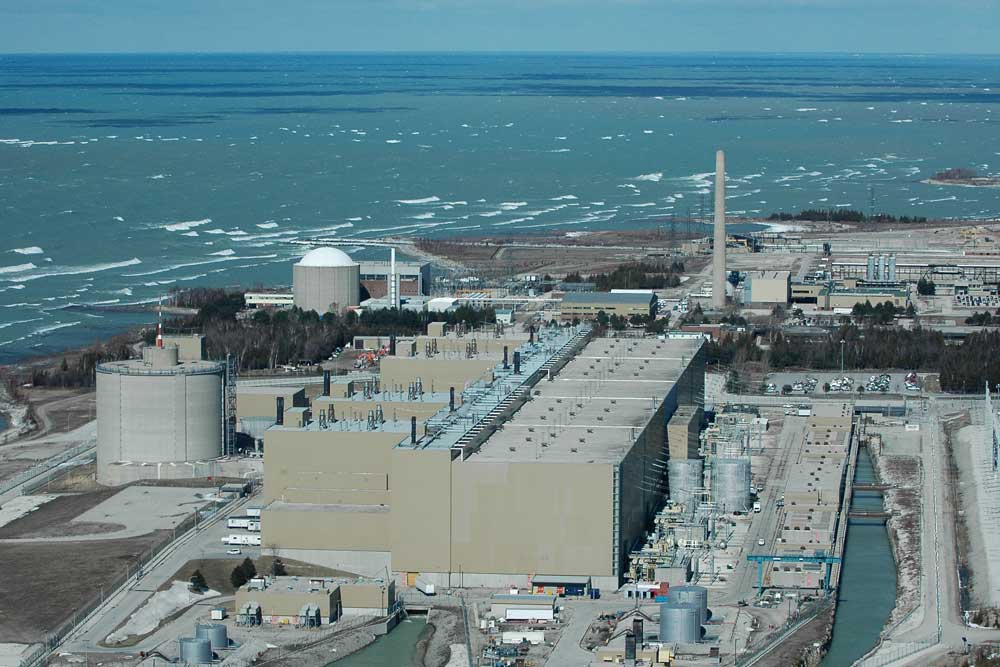
Компания CANDU: АЭС Брус (графство Брус). Вторая по мощности АЭС на планете

Благодаря разветвлённой сети рек развита гидроэнергетика; также действует 6 атомных электростанций. Имеющаяся энергетика работает на основе ископаемого топлива и возобновляемых ресурсов: солнечного света и ветра. Главная распределительная компания — «Хайдро-1». Крупнейшая генерирующая компания «Онтарио Пауэр Дженерейшн» сосредоточила 70 % мощностей провинции, что делает её одной из крупнейших энергетических компаний в мире. Обе компании принадлежат правительству Онтарио. В провинции работает 3 АЭС, принадлежащие «Онтарио Пауэр Дженерейшн», которые произвели в 2009 году 46,8 тераватт-часов (51 % от общего производства компании), 65 гидро-электростанций — 36,2 ТВт-ч (39 %), 5 тепловых — 9,5 ТВт-ч (10 %).

### Транспорт
Провинция, особенно её южная часть густо покрыта сетями автомобильных шоссе, железных дорог, международных и местных аэропортов, водных путей (озёр, рек и каналов — в частности, каналы Ридо и Велланд).

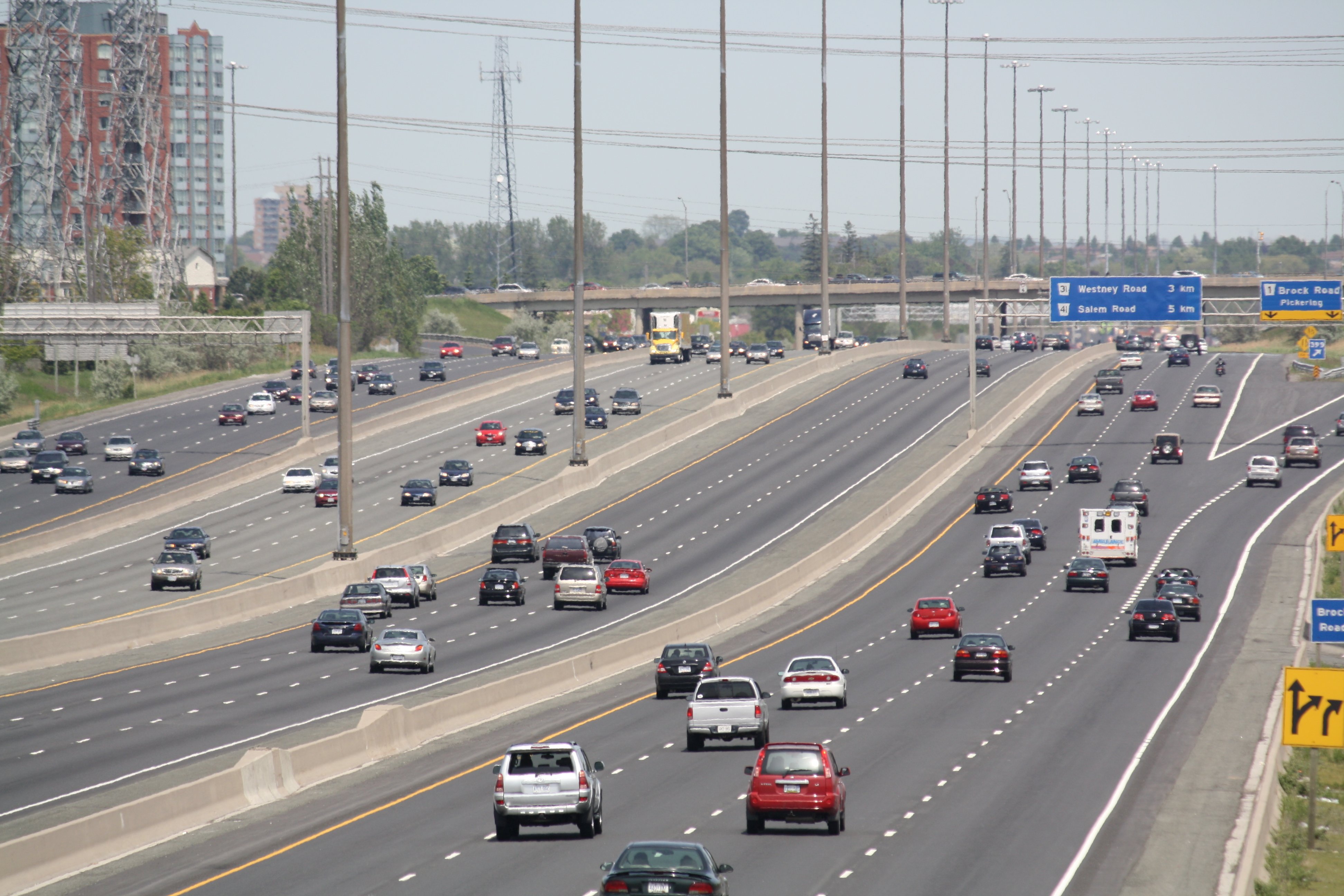
Онтарио Хайвей 401, Торонто

Авиация: Торонто-Пирсон — крупнейший из числа канадских аэропортов по пассажиропотоку; за год обслуживает 30,4 млн человек. Другие крупные аэропорты находятся в городах Оттава, Виндзор, Садбери, Тандер-Бей. В малонаселённом Северном Онтарио авиация часто является единственным видом транспорта.
Автотранспорт: В Онтарио около 21 000 км шоссе и ещё более 160 000 других автодорог. Юг провинции пронизывает ряд магистралей 400-й серии. В частности, Онтарио Хайвей 401, пронизывающая всё Южное Онтарио от Квебека на востоке до штата Мичиган (США) на западе и проходящая северной окраиной Торонто, является наиболее загруженной трассой Северной Америки, пропуская около 380 000 транспортных средств в сутки. Шоссе Queen Elizabeth Way (сокращенно QEW), что пролегает от Торонто до границы со штатом Нью-Йорк (США), также является одним из самых загруженных шоссе континента; оно пропускает около 200 000 автомобилей за день.
Железные дороги: Онтарио пересекает Транс-канадская железная дорога, соединяющая Атлантический и Тихий океаны — Canadian Pacific Railway, с ответвлениями к Нью-Йорку, Чикаго, Миннеаполису, и с сетью внутри провинции.

## Демография

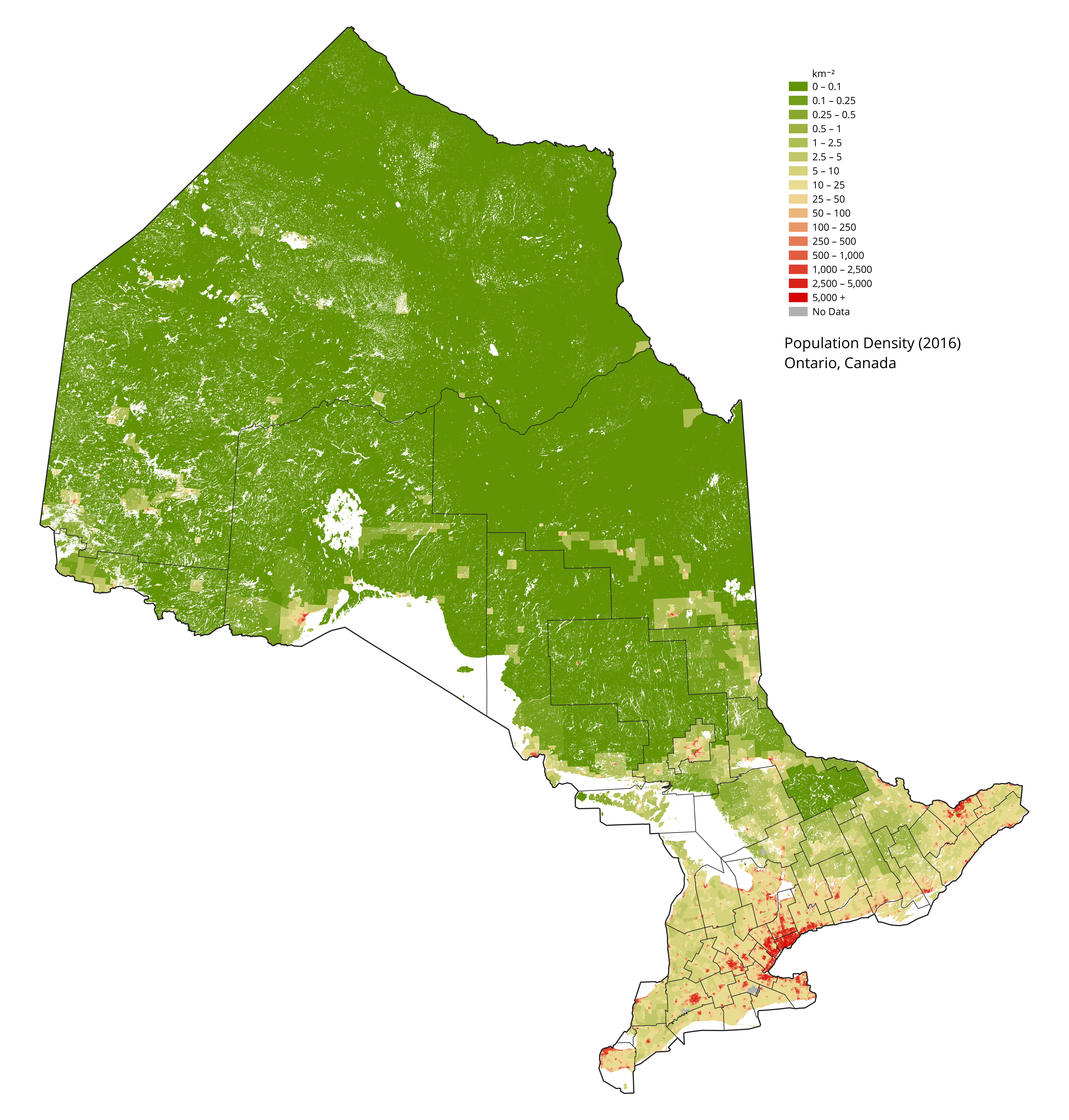
Плотность населения Онтарио

Онтарио является самый населённой провинцией Канады, насчитывающей свыше 40 % населения страны. На территории провинции находится столица Канады, город Оттава, а также самый густонаселённый город страны — Торонто.

Согласно переписи населения Канады 2016 года численность жителей Онтарио составляет 13 448 494 человек, проживающих в 5 598 391 домохозяйствах. По сравнению с предыдущей переписью 2011 г. численность жителей увеличилась на 596 673 человек. Плотность населения составляет 14,65 чел./км², что является третьим показателем по стране, после Острова Принца Эдуарда и Новой Шотландии.

Население распределено чрезвычайно неравномерно. В регионе Северное Онтарио, что занимает 85-86 % территории, проживает всего 6 % населения; соответственно в Южном Онтарио, занимающем 14-15 % территории на Юго-Западе провинции, проживает 94 % общего населения провинции; более того, 3/4 обитает в урбанизированном районе Золотая подкова, где плотность достигает 256,7 чел./км², при средней по провинции — 13,4 чел./км², по стране — 3,5 чел./км². Доля городского населения составляет 85 %.

### Биометрическая демография
Гендерное распределение в Онтарио характерно для большинства регионов обеих Америк — количество женщин (6 229 580) больше количества мужчин (5 930 700). В возрастной группе до 25 лет преобладают мужчины, в старшей — женщины.

|  |

Возрастная структура — характерная для развитых экономик «золотого миллиарда» — I тип. Демографическая картина на этапе перехода от стационарного к регрессивному типу. Средний возраст населения — 39,0 лет (в частности у мужчин — 38,1, у женщин — 39,9). Частично исправляет общую демографическую ситуацию большая доля мигрантов 1-го поколения — 28,25 % (всего в стране 19,80 %); однако происходит «старение нации»: с 1996 по 2006 годы доля детей (0—14 лет) сократилась с 20,6 % до 18,2 %, а доля пожилых людей (старше 65 лет) выросла с 12,4 % до 13,6 %.
Продолжительность жизни составляет 83 года. Рождаемость составляет 10,8 ‰ (по Канаде — 11,3 ‰). Смертность младенцев в первый год жизни составляет 5,2 ‰ (по государству 5,1 ‰). Средняя ожидаемая продолжительность жизни родившихся в 2006 году составляет 81 год. Смертность — 7,1 ‰ (7,3 ‰ по Канаде). За 2009/10 демографический год родилось 141 784, умерло — 94 860

### Этно-культурная демография
Этническая картина провинции очень пёстрая. В провинции много ирландцев; некоторые города, такие как Бэнкрофт, массово заселяли беженцы от голода в Ирландии. Этническая идентификация наиболее многочисленных групп населения:
|           | Этнос     | Перепись 1996 | Перепись 1996 | Перепись 2016 | Перепись 2016 | Изменение (2016/1996) |
| Население | Этнос     | Доля          | Население     | Доля          |               | Изменение (2016/1996) |
| --------- | --------- | ------------- | ------------- | ------------- | ------------- | --------------------- |
| 1         | Канадцы   | 2 700 870     | 25,4 %        | 3 109 770     | 23,5 %        | ↗ 408 900 (15,1 %)    |
| 2         | Англичане | 3 086 145     | 29,0 %        | 2 808 805     | 21,2 %        | ↘ −277 340 (-9,0 %)   |
| 3         | Шотландцы | 1 887 695     | 17,7 %        | 2 107 295     | 15,9 %        | ↗ 219 600 (11,6 %)    |
| 4         | Ирландцы  | 1 723 065     | 16,2 %        | 2 095 460     | 15,8 %        | ↗ 372 395 (21,6 %)    |
| 5         | Французы  | 1 330 460     | 12,5 %        | 1 349 255     | 10,2 %        | ↗ 18 795 (1,4 %)      |
| 6         | Немцы     | 984 770       | 9,3 %         | 1 189 670     | 9,0 %         | ↗ 204 900 (20,8 %)    |
| 7         | Итальянцы | 743 425       | 7,0 %         | 931 805       | 7,0 %         | ↗ 188 380 (20,3 %)    |
| 8         | Китайцы   | 422 770       | 4,0 %         | 849 345       | 6,4 %         | ↗ 426 575 (100,9 %)   |
| 9         | Индийцы   | 310 300       | 2,9 %         | 774 500       | 5,8 %         | ↗ 464 200 (149,6 %)   |
| 10        | Голландцы | 433 685       | 4,1 %         | 527 750       | 4,0 %         | ↗ 94 065 (21,7 %)     |
| 11        | Поляки    | 370 460       | 3,5 %         | 523 490       | 4,0 %         | ↗ 153 030 (41,3 %)    |
| 12        | Индейцы   | 214 085       | 2,0 %         | 385 505       | 2,9 %         | ↗ 171 420 (80,1 %)    |
|           | …         |               |               |               |               |                       |
| 17        | Русские   | 74 465        | 0,7 %         | 220 850       | 1,7 %         | ↗ 146 385 (196,6 %)   |
|           | ВСЕГО     | 10 642 790    | 100,0 %       | 13 242 160    | 100,0 %       | ↗ 2 599 370 (24,4 %)  |

На вопрос об этнической принадлежности респонденты могли давать несколько ответов, т. о. суммарное количество ответов может превышать 100 %.

### Язык
Главный язык общения в Онтарио — английский, им владеет 97,37 %. При переписи 2006 года 68,42 % родным языком отметили английский, 4,06 % — французский, ещё 0,27 % родными считают оба эти языка, 27,24 % жителей указали родными другие языки.

### Религия
Религиозная картина тоже является неоднородной. Наиболее многочисленные — христиане 74,6 %, среди них почти одинакова доля протестантов 34,9 % и католиков 34,7 %. Сторонниками других религий являются 9,1 %. Атеисты — 16,3 %.

### Комментарии
1. ↑  Указано количество жителей, ответивших на вопрос о своей этнической принадлежности во время переписей 1996 и 2016 гг.